# Renault FT
Renault FT var en banbrytande fransk stridsvagn som först tillverkades under första världskriget. Den var den första stridsvagnen som hade huvudbeväpningen i ett torn som kunde rotera 360°, ett mönster som följs av stridsvagnar ännu hundra år senare. Den byggdes i flera varianter; den första var beväpnad med en 8 mm kulspruta och den andra varianten hade en 37 mm kanon i stället. Besättningen uppgick till två man: befäl (som också var skytt och laddare av beväpningen) och förare. Det byggdes också en variant utan torn och med tre mans besättning som var utrustad med radio. Även varianter för broläggning, minröjning, bulldozer, strålkastare m.m. byggdes.